# Longosz
Longosz görög író a Kr. u. II-III. században. Fő műve a Leszboszon játszódó Daphnisz és Chloé.

## Élete
Az író életére csak műve alapján következtethetünk. Leszboszon élhetett. Nevét nem ismerjük teljes bizonyossággal: elképzelhető, hogy Longusnak hívták, ami a leszboszi feliratok szerint gyakori név volt. Lehetséges viszont az is, hogy egy későbbi másoló a logosz – fejezet, szöveg szót érthette félre, és így került a regény írójának nevéhez a Longosz szó. Mást nem tudunk róla.

## A Daphnisz és Chloé
Műfaja bukolikus szerelmi regény. Témája két kitett gyermek szerelmének kibontakozása Leszboszon, az évszakok változásának ritmusát követve, pásztori (azaz bukolikus) környezetben.
A szerző saját bevallása szerint vadászat közben, egy leszboszi ligetben látott egy képet a „szerelem dolgairól”: szülő nőkről, szerelmesekről, kalózok által elragadott asszonyokról. Longosz erre kedvet kapott, hogy írásba öntse a látottakat.
Egy Lamon nevű leszboszi kecskepásztor egy elcsatangolt gida nyomát követve egy fiúcsecsemőt talált, bíborlepelbe csavarva, melyet egy aranycsat fűzött össze. A fiú mellett egy aranytőr hevert. Ugyanebben az időben egy Drüasz nevű juhász, egy elcsatangolt birkát követve, pólyába csavart kislányt talált, aki mellett arannyal átszőtt főkötő, aranyos saru és arany lábperecek feküdtek. A pásztorok elhatározták, hogy felnevelik a gyermekeket. Lamon a fiút Daphnisznak, Drüasz a lányt Chloénak nevezte. A fiatalok egymás mellett nőttek föl. Idővel szerelmesek lettek egymásba, de nem tudták hogyan is szeressék egymást, mivel annyira ártatlanok voltak. Egy öreg pásztor, Philetasz elárulta nekik, hogy a kínzó betegség, ami gyötri őket az a szerelem, és csókolózással lehet gyógyítani. Ezt meg is tették, de vágyuk nem csökkent. Egyszer egy városi nő, Lükainion látogatott ki a pásztorokhoz, és elárulta Daphnisznak hogyan kell szerelmeskedni, de felhívta a fiú figyelmét, hogy a lány az első alkalommal vérezni és átkozódni fog, mintha megölték volna.
A regény folyamán a két szerelmes számos megpróbáltatáson megy át: Chloét két kérő, Dorkon és Lampisz megpróbálta elcsábítani. Ezt követően városi rablók ragadták el a lányt, de Pán isten közbelépése nyomán Chloé megmenekül. Daphnisz is hasonló szenvedéseken megy át: gödörbe esik, megverik, kalózok ragadják el, majdnem megerőszakolják.
A regény végén a csecsemők mellett hagyott jelek alapján az igazi szülők felismerik gyermeküket. Az ifjak összeházasodnak és boldogan élnek, amíg meg nem halnak.

## Utóélet
Egy XII. századi bizánci regényíró említi először a regényt. A XIII. századból származik a legrégibb kézirata. Modern nyelvre (franciára) először 1559-ben fordította le Amyot püspök. A legteljesebb kéziratot 1809-ben fedezte fel a firenzei Laurenziana könyvtárban Courier. A felfedezéshez fűződik az ún. tintapaca-ügy: Courier leöntötte tintával a kéziratot, hogy csak ő adhassa ki a regényt. XIX. századi elterjedtségét részben annak köszönhette, hogy Goethe kedvence volt. Akkoriban Európában a fő vetélytársa Héliodórosz Sorsüldözött szerelmesek című regénye volt. Maurice Ravel balettet írt a két szerelmesről. Chagall pedig képsorozatot szentelt a történetnek.

## Magyarul
- Daphnis és Chloë; ford. Vajda Károly; Franklin, Bp., 1882
- Daphnis és Chloé Pásztorregény; ford. Paul Louis Courier francia szövege nyomán, ill. Fritzi Löw; bibliofil. kiad.; Hellas, Wien 192?
- Daphnis és Chloe; Courier szövege nyomán ford. Fóti József Lajos, ill. Faragó Géza; Sacelláry, Bp., 1921
- Daphnis és Chloé; ford. Détshy Mihály; Officina, Bp., 1945
- Daphnisz és Chloé Pásztorregény; ford., utószó, jegyz. Détshy Mihály, ill. Aristide Maillol; Gondolat, Bp., 1957
- Daphnisz és Chloé; ill. Marc Chagall, vers Faludy György, ford., jegyz. Détshy Mihály; Glória, Bp., 2001

## Részletek online
- http://jazsoli5.freeblog.hu/archives/2010/09/14/Longosz_Daphnisz_es_Khloe/%5B%5D
- https://web.archive.org/web/20160305123504/http://hangoskonyv.multiply.com/journal/item/396/396